# Clavus malva
Clavus malva é uma espécie de gastrópode do gênero Clavus, pertencente a família Drilliidae.